# Иман Кураого
Иман Фирдаус Кураого (фр. Iman Firdaus Kouraogo; Уагадугу, 9. мај 2006) буркинскаје пливачица и олимпијка чија ужа специјалност су спринтерске трке слободним стилом. Вишеструка је национална првакиња и рекордерка.

## Спортска каријера
Дебитовала је на међународној пливачкој сцени 2020. на Афричком зонском првенству у Гани, где је остварила неколико запаженијих резултата, укључујући и нови национални рекорд у трци на 800 метара слободним стилом. Наредне године на Афричком јуниорском првенству у Акри успела је да поправи националне рекорде своје земље у чак пет дисциплина. 
На светским првенствима је дебитовала у Абу Дабију 2021, на Светском првенству у малим базенима где је испливала 76. време у квалификацијама трке на 50 метара слободним стилом, поправивши властити национални рекорд у тој дисциплини. 
На светским првенствима у великим базенима је дебитовала у Фукуоки 2023, где је остварила пласмане на 88, односно 75. место у тркама на 50 и 100 метара слободним стилом. 
На свом другом узастопном наступу на светским првенствима, у Дохи 2024. наступила је у две трке, на 50 слободно заузела је 88, а на 100 слободно 80. место. 
Захваљујући специјалној позивници такмичила се и на Летњим олимпијским играма у Паризу 2024. године. У Паризу је пливала у квалификацијама трке на 50 метара слободним стилом. Наступила је у трећој квалификационој групи где је пливала у стази 7, и са временом од 30,33 секунди заузела је  пето место у својој квалификационој групи, односно укупно 62. место у конкуренцији 79 такмичарки.